# Benedita Rodrigues
Benedita Rodrigues da Silva (São Paulo, 1 de fevereiro de 1911 – Rio de Janeiro, 12 de março de 1984) foi uma atriz brasileira. Destacou-se como a primeira Tia Nastácia na montagem do Sítio do Picapau Amarelo (1952–1963) na TV Tupi.

## Biografia
Benedita era filha de Gabriela, empregada da sogra de Monteiro Lobato e, após a morte dela ainda em sua adolescência, a menina foi trabalhar como cozinheira para o próprio Lobato. Ela se casou e teve uma filha, Aparecida Rodrigues, nascida em 1938, que viria a se tornar a primeira bailarina negra brasileira a ir dançar em uma companhia na Europa. Em 1952 a autora Tatiana Belinky conheceu Benedita durante um jantar na casa de Lobato e teve certeza que havia encontrado a Tia Nastácia perfeita para a versão do Sítio do Picapau Amarelo que estava criando para a Rede Tupi. Assim, Benedita trocou a cozinha pelos estúdios, se tornando a primeira Nastácia da história da televisão e permanecendo no papel de 1952 a 1963.
Ela integrou a companhia Teatro Experimental do Negro, onde estrelou diversos teleteatros no programa de mesmo nome na Tupi, em 1953. Nesse meio tempo ela também participou de outros teleteatros nos programas Grande Teatro Infantil Gardano e Teatro da Juventude Tupi, todos em paralelo a seu trabalho no Sítio. Após o seriado acabar, integrou diversas novelas como A Gata (1964), Banzo (1964), O Terceiro Pecado (1968) e as duas versões de As Professorinhas (1965 e 1968). Sem muitos papéis para atores negros na televisão na época, Benedita passou a trabalhar como carteira nos Correios até sua morte. Durante esse tempo fez apenas uma uma novela  O Tempo Não Apaga, convidada por Amaral Gurgel como homenagem à seu legado.

## Filmografia

### Televisão
| Ano     | Título                         | Personagem   | Notas                                        |
| ------- | ------------------------------ | ------------ | -------------------------------------------- |
| 1952–63 | Sítio do Picapau Amarelo       | Tia Nastácia |                                              |
| 1953    | Teatro Experimental do Negro   | Desconhecido | Episódio: "O Imperador Jones"                |
| 1953    | Teatro Experimental do Negro   | Desconhecido | Episódio: "A Hora Certa"                     |
| 1953    | Teatro Experimental do Negro   | Desconhecido | Episódio: "O Filho Pródigo"                  |
| 1953    | Teatro Experimental do Negro   | Desconhecido | Episódio: "Onde Está Marcada a Cruz"         |
| 1953    | Teatro Experimental do Negro   | Desconhecido | Episódio: "Todos os Filhos de Deus Têm Asas" |
| 1953    | Grande Teatro Infantil Gardano | Desconhecido | Episódio: "A Bela Adormecida"                |
| 1953    | Grande Teatro Infantil Gardano | Desconhecido | Episódio: "A Bela e a Fera"                  |
| 1953    | Grande Teatro Infantil Gardano | Desconhecido | Episódio: "Branca de Neve"                   |
| 1962    | Teatro da Juventude Tupi       | Desconhecido | Episódio: "O Fígaro Indiscreto"              |
| 1964    | A Gata                         | Balbina      |                                              |
| 1964    | Banzo                          | Zulmira      |                                              |
| 1965    | As Professorinhas              | Zilda        |                                              |
| 1968    | O Terceiro Pecado              | Dita         |                                              |
| 1968    | As Professorinhas (remake)     | Zilda        |                                              |
| 1972    | O Tempo Não Apaga              | Antônia      |                                              |

### Cinema
| Ano  | Título | Personagem   |
| ---- | ------ | ------------ |
| 1953 | O Saci | Tia Nastácia |